# Carrozza UIC-X
Le carrozze tipo UIC-X sono carrozze ferroviarie a cuccette e ordinarie (con gli scompartimenti, ma con i soli posti a sedere), per il trasporto di passeggeri, concepite originalmente per i treni a lunga percorrenza, quindi Treni Espressi ed InterCity Notte.
Le versioni costruite in Italia per le Ferrovie dello Stato Italiane (tra il 1964 e il 1985), sono il risultato di un progetto europeo che prevedeva la realizzazione di carrozze standard, uguali per tutta l'Europa, in grado di operare su diverse tipologie di linea.
Verso la fine degli anni novanta, molte carrozze sono state adattate per l'espletamento di treni regionali; tra di esse, alcune unità sono state trasformate in carrozze semipilota.

## Storia

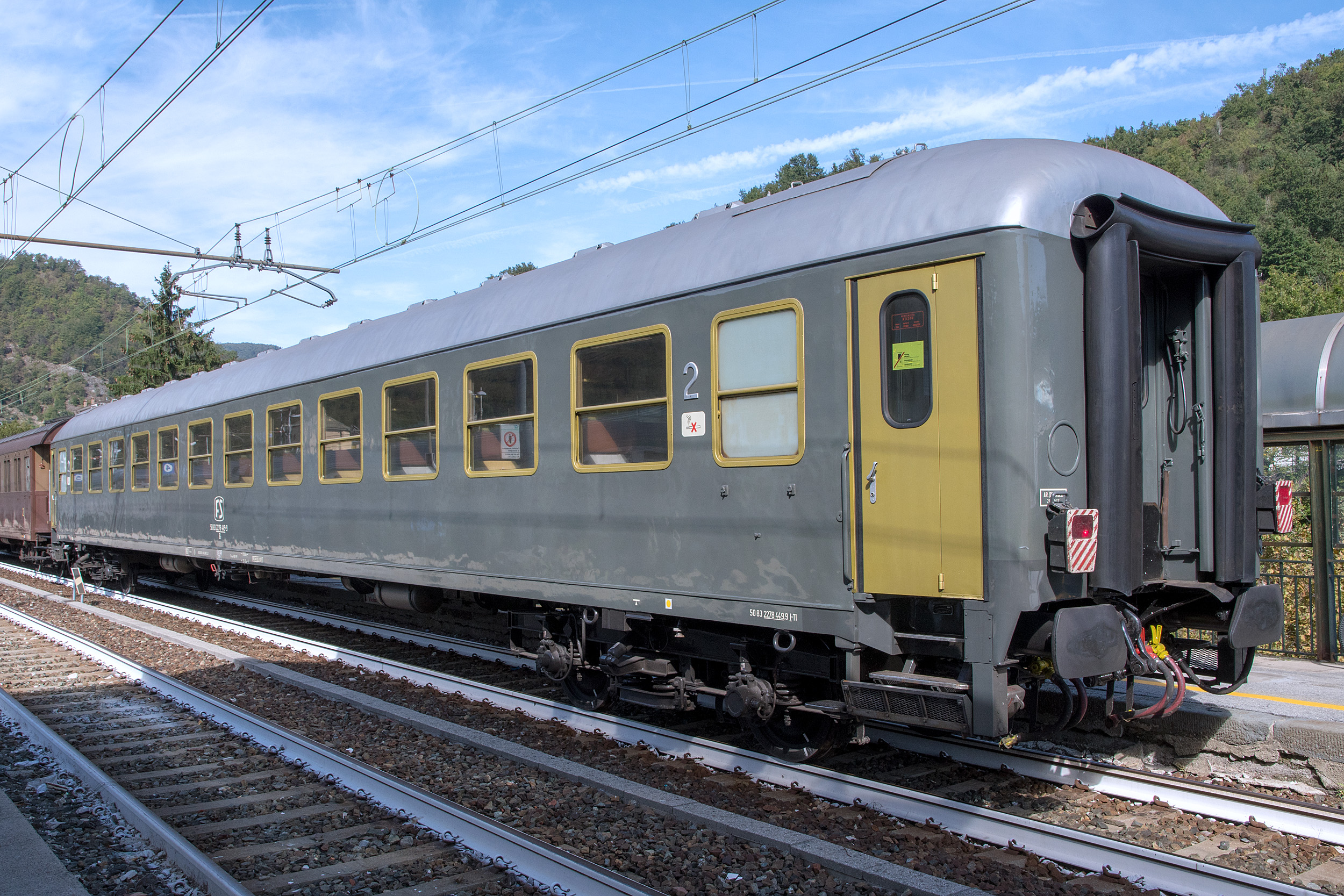
Una carrozza UIC-X con carrelli Minden Deutz, restaurata e riportata nella livrea grigio ardesia (livrea d'origine).

Le UIC-X furono la seconda serie di carrozze, dopo le tipo Y, ad essere costruite secondo le logiche di standardizzazione e di interoperabilità tra i diversi sistemi ferroviari europei. Derivano dallo studio della serie di carrozze tedesche tipo "m", prodotte in successive serie a partire dal 1954, dalle caratteristiche innovative.
In particolare, queste prime unità, oltre alla lunghezza elevata (pari a 26,4 m, divenuta poi uno standard) presentavano una cassa dalla struttura continua, ovvero senza le tradizionali rastremature in corrispondenza delle porte di accesso, in questo caso divise in due metà articolate del tipo Mielich.
Un'altra innovazione era rappresentata dall'utilizzo di segmenti tubolari di gomma, semplici e di ingombro ridotto, per l'accoppiamento di due vetture adiacenti, in luogo dei pesanti e complessi mantici telati. Particolarmente moderni furono anche i carrelli del tipo Minden Deutz, dalle elevate caratteristiche dinamiche.
Oltre a presentare un livello di comfort superiore, anche in seconda classe (se comparato con le vetture allora in uso), si pose particolare attenzione nelle fasi di costruzione al tema della sicurezza, con l'adozione di testate antitelescopiche, per la protezione degli occupanti in caso di collisione.
Tutte queste caratteristiche vennero riprese nel corso del 1961 dalla UIC nel capitolato 517, in cui si stabilivano le caratteristiche fondamentali per la costruzione di nuove vetture unificate, in modo da garantire gli stessi standard di qualità e funzionalità presso le principali amministrazioni ferroviarie europee.

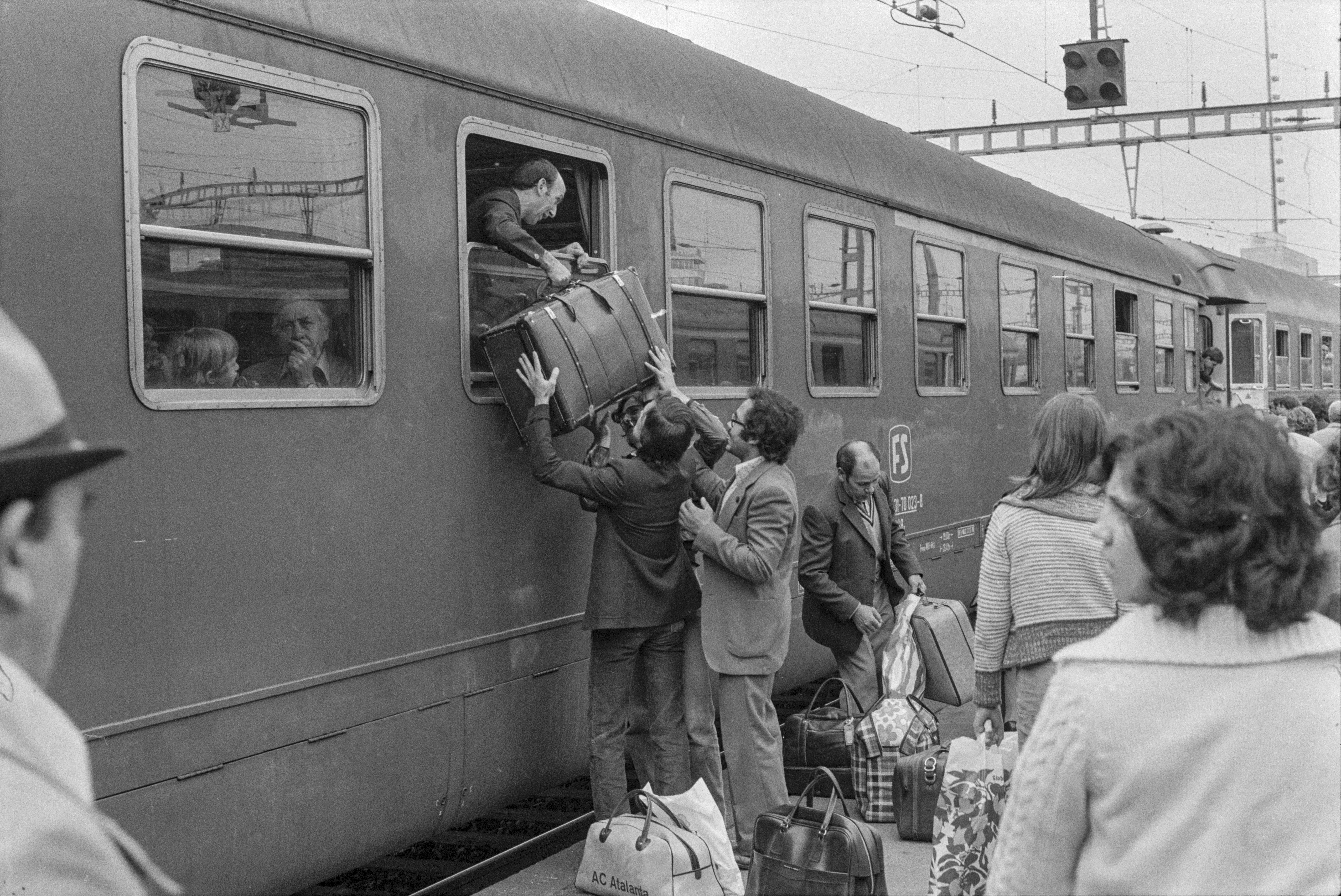
Anni '70, carrozza UIC-X mista, 1°- 2° classe, in composizione a un convoglio internazionale ripreso alla stazione di Zurigo.

Progettate nel 1963, le UIC-X italiane rappresentavano un salto in avanti in termini di qualità e di tecnologie di bordo, nonché a livello di insonorizzazione, sospensioni, vetrocamere e illuminazione; potendo raggiungere facilmente una velocità massima di 140 km/h, successivamente estesa a 160–180 km/h su alcune serie, fino al raggiungimento dei 200 km/h nell'ambito dei servizi rapidi.
Dal punto di vista strutturale, le varie parti del telaio della cassa, realizzate in sottomoduli (imperiale, fiancate), le rendevano più economiche da produrre e più semplici da assemblare; ulteriori elementi migliorativi vennero attuati dalle industrie private durante le successive fasi di consegna.
Proprio nell'ottica di arricchire l'offerta di questi treni, fra gli anni sessanta e i primi anni settanta, le Ferrovie dello Stato decisero di far realizzare alcune carrozze UIC-X nella tipologia "ristoro"; in realtà non erano delle vere e proprie carrozze ristorante, tuttavia disponevano di una cucina, similmente alla versione tedesca "Buffet-Bar".
Completarono la fornitura alcuni esemplari specificatamente adibiti al trasporto bagagli (bagagliai), ai servizi postali (postali), al trasporto detenuti (cellulari); questi ultimi ottenuti dalla ricostruzione di due UIC-X incidentate.
Verso la fine degli anni ottanta, in concomitanza al declino delle attività nell'ambito dei servizi postali e dedicati al trasporto bagagli, molte carrozze adibite a funzioni di servizio furono progressivamente accantonate e in alcuni casi trasferite successivamente ad altro impiego, come nel caso dell'utilizzo in composizione a convogli diagnostici (esempio, il Treno Misure Archimede) o per il trasporto delle biciclette; mentre un modesto quantitativo di esemplari esonerato dall'asset passeggeri fu reimpiegato nel ruolo di carrozze scudo.
A causa della riorganizzazione dei servizi internazionali e dello sviluppo delle prime linee ad alta velocità, tra gli anni novanta e gli anni duemila, molte carrozze ancora in esercizio passarono al servizio DTR regionali, quindi furono utilizzate insieme alle carrozze MDVC ed MDVE, al fine di ovviare all'acquisto di nuovo materiale rotabile.

## Caratteristiche

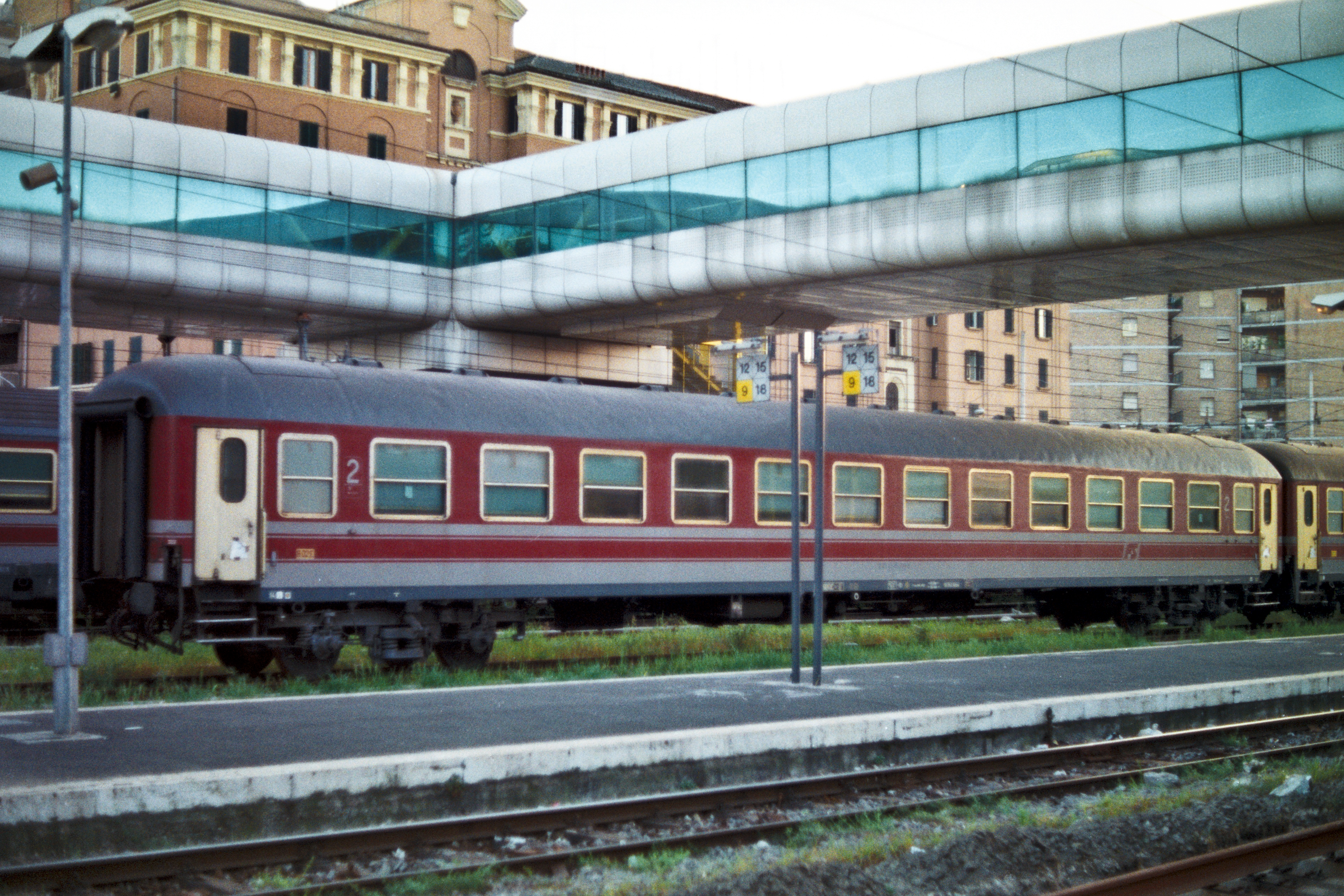
Una carrozza UIC-X con carrelli "Minden Deutz", in sosta alla stazione di Roma Ostiense, 1994.

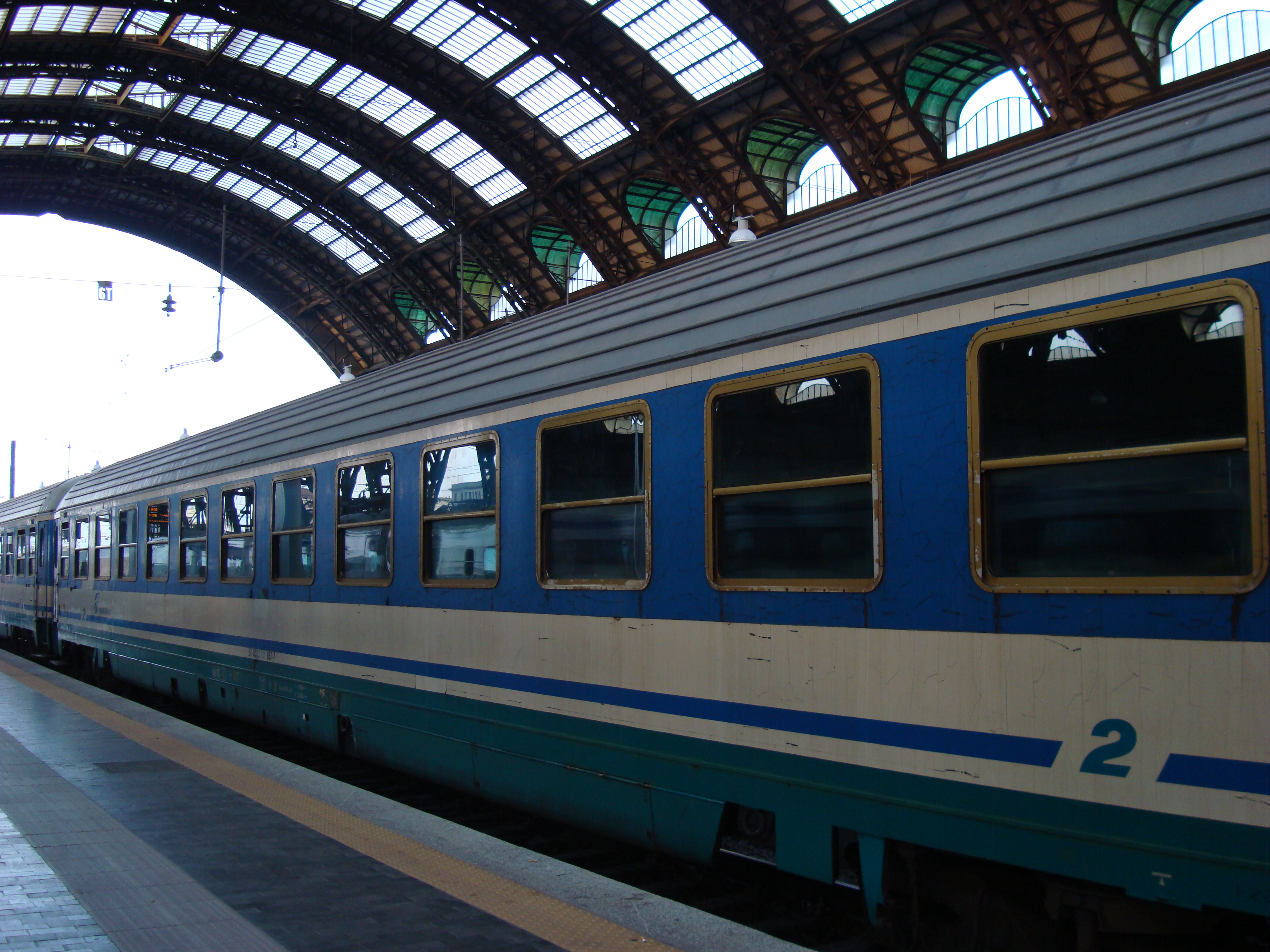
Una carrozza UIC-X con il tetto cannellato, in livrea XMPR PAX, stazione di Milano Centrale, 14 agosto 2009.

La cassa delle carrozze UIC-X è poggiante su due carrelli (essi variano a seconda del lotto di consegna; le prime serie costruite in Italia adottano i carrelli "Minden Deutz", di tipo tedesco, e qualcuna anche i carrelli "24 AU'"; mentre le ultime commesse montano i carrelli Fiat, denominati "a collo di cigno", per via della loro forma).
Durante il periodo della trazione a vapore il sistema di riscaldamento veniva erogato principalmente con le locomotive a vapore, il quale è stato convertito per le locomotive a trazione termica ed elettrica (REC), quando le stesse locomotive a vapore furono radiate dal servizio.
Originariamente, tutte le carrozze erano a scompartimenti, comprese le ordinarie, le quali adottavano solamente dei posti a sedere (sei per ogni cabina).
Quelle del servizio ordinario (dotate di scompartimenti, ma con soli posti a sedere, nonché con sedili reclinabili), nella versione di prima classe potevano ospitare fino a 60 passeggeri, distribuiti in 10 scompartimenti; il che significa che ogni scompartimento poteva ospitare un massimo di sei persone; mentre nella seconda classe gli scompartimenti salivano a dodici, per un totale di settantadue posti più quindici a strapuntino.
Alcune unità furono allestite in versione mista, quindi con trenta posti di prima classe e trentasei di seconda.
Le carrozze UIC-X "ordinarie", sono la prima tipologia di carrozze dotata di tre posti a sedere per lato (per ogni scompartimento, quindi per un totale di sei posti a sedere); lo stesso criterio è adottato anche nelle carrozze di seconda classe. Diversamente, nelle UIC-X di alcune compagnie estere, e nelle carrozze "tipo 1959" (antecedenti alle UIC-X), erano presenti quattro posti paralleli per lato (quindi otto posti per scompartimento).
Alcune unità hanno uno scompartimento in meno rispetto alle altre poiché dispongono dello scompartimento per il cuccettista. Di norma, in una composizione di InterCity, deve essere allestita una UIC-X con lo scompartimento del cuccettista per ogni coppia di carrozze dello stesso tipo.
A differenza delle prime serie, le ultime serie, come ad esempio quelle relative alla commessa del 1982, sono state prodotte con il tetto cannellato anziché liscio.
Tra gli anni novanta e i primi anni duemila, per rispondere alle esigenze del trasporto regionale, un cospicuo numero di unità ha subito rilevanti modifiche rispetto alla configurazione iniziale:
- 1979-82T, 101 unità di seconda classe ottenute tra il 1998 e il 2003, più 76 unità di seconda classe consegnate a partire dal 2006; derivate da vetture Tipo 1979 e Tipo 1982, trasformate con ambiente unico a salone e corridoio laterale, impianto di climatizzazione installato su parte del lotto, soppressione di una ritirata, accecamento del finestrino con una griglia. Parte del lotto munito di condotta a 78 poli per utilizzo in treni navetta con riclassificazione nB.
- 1975-79T, 73 unità di seconda classe riqualificate tra il 2000 e il 2004, più 23 unità di seconda classe consegnate a partire dal 2007; derivate da vetture Tipo 1975 e Tipo 1979, trasformate con ambiente unico a salone e corridoio laterale, impianto di climatizzazione installato su parte del lotto, soppressione di una ritirata, accecamento del finestrino con una griglia. Parte del lotto munito di condotta a 78 poli per utilizzo in treni navetta con riclassificazione nB.
- 1964T, derivate dalle Az 15500 (Tipo 1964), 51 unità di prima classe ottenute tra il 2000 e il 2004, dotate di ambiente unico a salone e corridoio laterale, impianto di climatizzazione, soppressione di una ritirata e accecamento del finestrino con una griglia, munite di condotta a 78 poli per l'utilizzo in treni navetta con riclassificazione nA.
- 1997R-MD, 33 unità di prima classe e 112 di seconda classe, completamente revampizzate tra il 1998 e il 2003, dotate di ambiente unico a salone e corridoio centrale. Ricavate da Tipo 1964/68/70/82, munite di condotta a 78 poli per l'utilizzo in treni navetta con riclassificazione nA nB, ritirata soppressa su un lato per lasciare spazio all'impianto di condizionamento e corrispondente accecamento del finestrino.
- 1997R-MD npBDH, 100 unità di seconda classe trasformate in versione semipilota, completamente revampizzate a partire dal 1999. Ricavate da vecchie vetture B con la parte anteriore ribassata per facilitare l'accesso dei disabili in carrozzina, munite di condotta a 78 poli per l'utilizzo in treni navetta con riclassificazione nA, ritirata soppressa su un lato per lasciare spazio all'impianto di condizionamento e corrispondente accecamento del finestrino.

## Le livree utilizzate

### La livrea grigio ardesia
Fino ai primi anni ottanta, quasi tutte delle carrozze, escluse rare eccezioni, adottavano la livrea grigio ardesia, con alcune differenze a livello di marcature grafiche (in funzione ai treni ai quali erano assegnate) e delle porte, verniciate di un colore diverso rispetto alla livrea, a seconda del lotto di fornitura (per esempio, dalle Tipo 1970 furono adottate le porte in alluminio anodizzato, color oro chiaro, e in alcuni casi color argento); mentre per le serie precedenti, le porte erano in acciaio, e seguivano la cromia della livrea. Tuttavia, in alcuni casi, in fase di revisione, venivano sostituite con quelle in alluminio anodizzato.
Le carrozze atte alla velocità massima di 200 km/h, venivano identificate mediante l'applicazione di una fascia rossa orizzontale, posta nella parte inferiore della cassa, e solitamente venivano assegnate alle locomotive elettriche E.444, soprattutto sulla linea direttissima Firenze-Roma.

### La livrea rosso fegato
A partire dal 1982, iniziò ad essere adottata la livrea "rosso fegato, grigio e beige"; si trattava di una livrea, la cui base era di color beige, con una fascia color rosso fegato all'altezza dei finestrini, ed una più piccola sulla parte inferiore delle fiancate; mentre le carenature erano colorate di color grigio.
Come per la livrea grigio ardesia, anche alle carrozze in questa livrea, atte alla velocità massima di 200 km/h, veniva applicato un filetto rosso per distinguerle da quelle atte ad una velocità massima inferiore; esso veniva applicato sopra le carenature.

### La livrea XMPR
Durante la metà degli anni novanta, a seguito di un restyling del logo FS e delle livree, fu adottata la livrea XMPR.
Inizialmente, essa adottava una fascia di color blu chiaro (tendente al celeste), all'altezza dei finestrini, la parte inferiore delle fiancate di color bianco sporco, con un filetto di color blu scuro, una fascia verde trasversale, applicata vicino ad una delle estremità della carrozza, accompagnata da un'altra trasversale, di colore bianco, con scritto sopra "Cuccette" o "Treno Notte" (solo nel caso delle carrozze a cuccette). Questa livrea era chiamata "XMPR 1".
Solamente qualche tempo dopo, la fascia di color blu chiaro (tendente al celeste) all'altezza dei finestrini, fu sostituito da quello più scuro, il quale divenne la tonalità definitiva del blu.

### La livrea XMPR PAX
Le carrozze ordinarie (ovvero le carrozze con gli scompartimenti, ma con soli posti a sedere), adottavano la medesima livrea, con il medesimo schema di coloritura, con la sola differenza che in questo caso, erano esenti le fasce trasversali, presenti nelle carrozze a cuccette.

### La livrea Leonardo Express
Alcune carrozze UIC-X, venivano impiegate anche per il servizio "Leonardo Express"; e a partire dal 2005, al fine di identificare meglio tutto il materiare rotabile espletante questo tipo di servizio, esso fu dotato di una particolare livrea gialla e blu.
Successivamente questi rotabili ricevettero una nuova livrea, composta essenzialmente dal colore bianco, rosso e verde, i quali ricordano il tricolore italiano.

### La livrea InterCity Notte
A partire dal 2017, tutte le carrozze UIC-X a cuccette, hanno iniziato ad adottare la nuova livrea denominata "InterCity Notte", abbandonando la livrea XMPR, la quale ormai era presente sui rotabili italiani da circa un ventennio.
La base del colore di questa livrea è composta da una tonalità di blu scuro, mentre le porte sono colorate di rosso. All'altezza della fiancata, nonché sotto i finestrini, è presente una fascia, anch'essa dello stesso colore delle porte, la quale si estende per tutta la fiancata della carrozza.
Dal 2024, sulla base di un piano di rilancio della categoria treni notte, Trenitalia ha previsto di dotare tali carrozze di una nuova livrea specifica, contraddistinta dai colori azzurro e blu, in corso di applicazione.

### La livrea Charter
Dal 2019, le carrozze per il trasporto pellegrini hanno iniziato ad adottare la livrea "Charter", caratterizzata da grandi fasce blu al cui interno sono racchiusi elementi decorativi in grigio platino, bianco segnale e oro; oltre a prevedere le carenature in grigio scuro e l'imperiale in grigio blu; mentre per le strisce laterali è stato utilizzato l'oro e il rosso traffico, usato anche per le porte.
La livrea è completata dalla scritta "Charter", oppure, in alcuni casi, "Cuccette".

### La livrea DPR
Dal 2021, un numero limitato di carrozze semipilota del servizio regionale ha registrato l'applicazione, in sostituzione dell'XMPR, della livrea DPR, basata sul colore grigio, con una fascia nera in corrispondenza dei finestrini e altre due fasce "blu e gialla" poste nella parte bassa della cassa, prevedendo le porte di color verde limetta.

### Le livree sperimentali
In passato, alcune carrozze UIC-X, hanno adottato (per un breve periodo), alcune livree sperimentali:
- La carrozza UIC-X "Prototipo a salone", con la marcatura "nBh 50 83 22-79-999", in livrea MD, rosso bordeaux e grigio perla, con fascette arancio, la quale aveva la particolarità di avere un ambiente unico con il corridoio centrale, impianto di climatizzazione, ritirata per disabili ad una estremità, mentre l'altra soppressa sul lato opposto. Successivamente questa carrozza ha ricevuto livrea XMPR[14];
- La carrozza UIC-X, serie "1964", con la marcatura "10-88 016-8" (successivamente la numerazione è cambiata in: "10-78 016"), in livrea sperimentale azzurra[15];
- Le carrozze UIC-X, serie "1968" (di prima classe), con la numerazione "10-70 116", e la carrozza UIC-X, serie "1975" (di seconda classe), con la numerazione "22-70 825", adibite al traffico internazionale, con lo schema dei colori analogo a quello della livrea "rosso fegato", solamente che in questo caso il colore era blu[16].

## Il revamping

### Carrozze a cuccette "95R" e "98R"

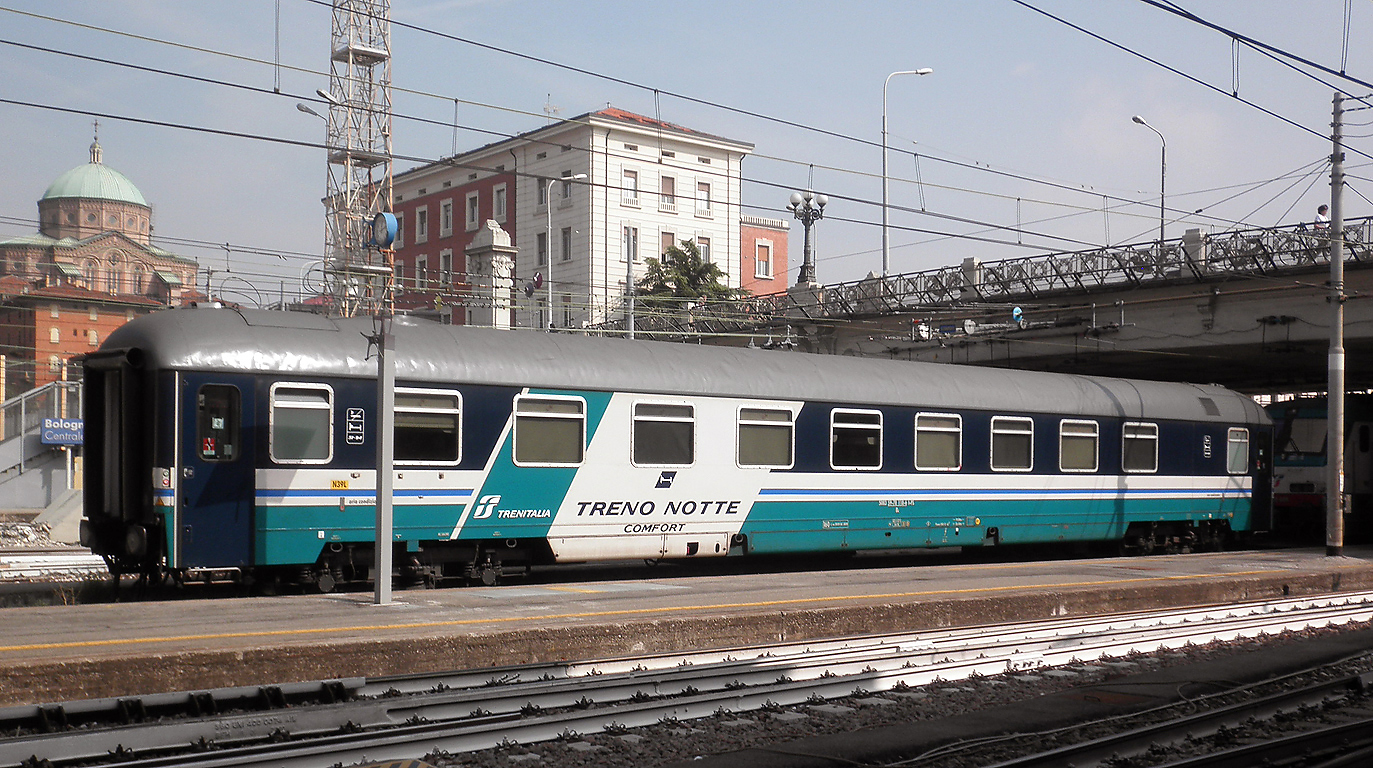
Una carrozza UIC-X a cuccette (95R, T4) per gli InterCity notte, in livrea XMPR, revampizzata e con le porte ad espulsione, in sosta nei pressi di Bologna Centrale, 23 Settembre 2011.

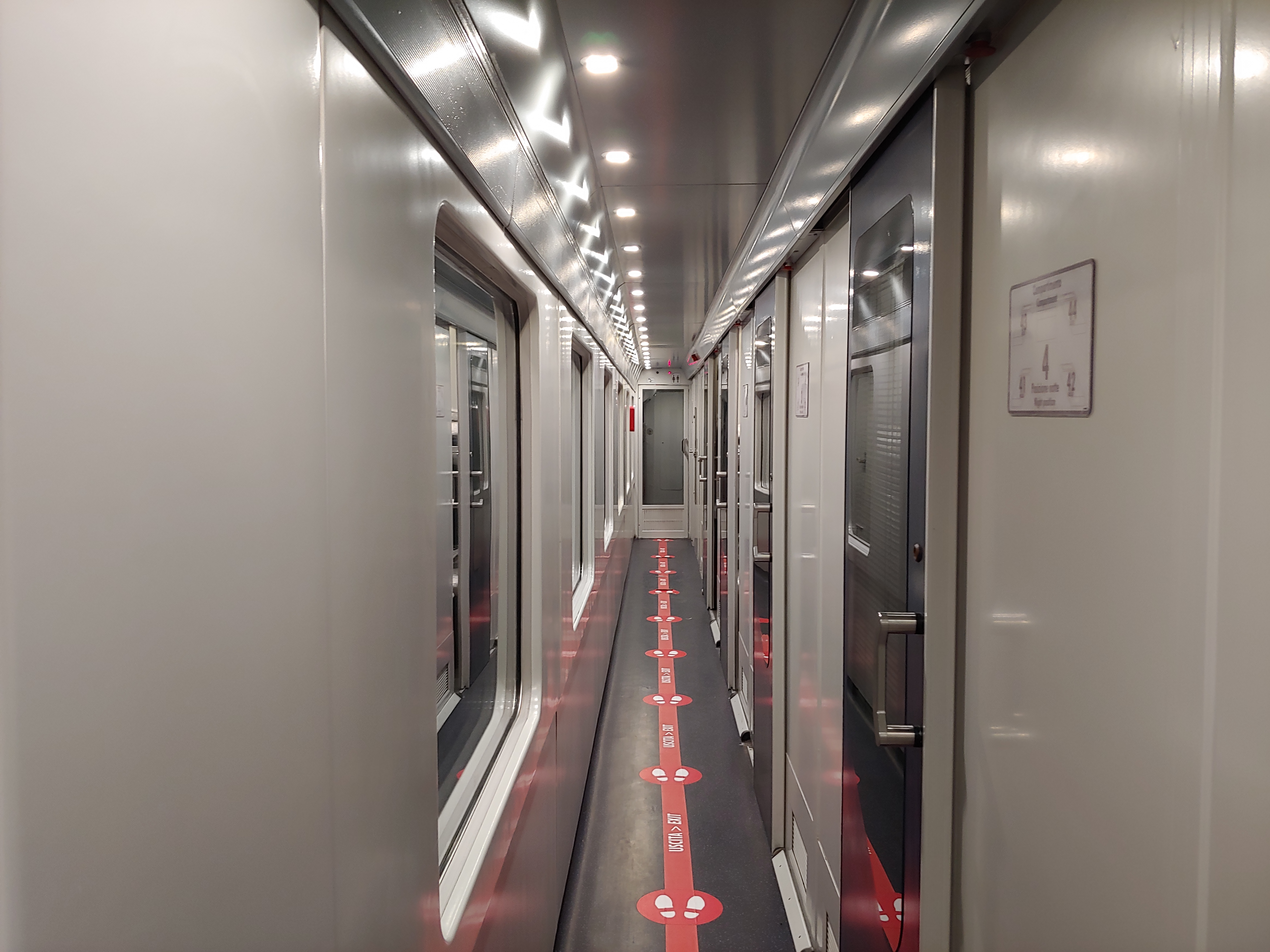
Il corridoio della carrozza UIC-X a cuccette, Bc 50 83 59-78 019-6 I-IT, impiegata nell'InterCity Notte 1956, in breve sosta alla stazione di Messina Centrale, e diretta in quella di Roma Termini, 26 settembre 2022.

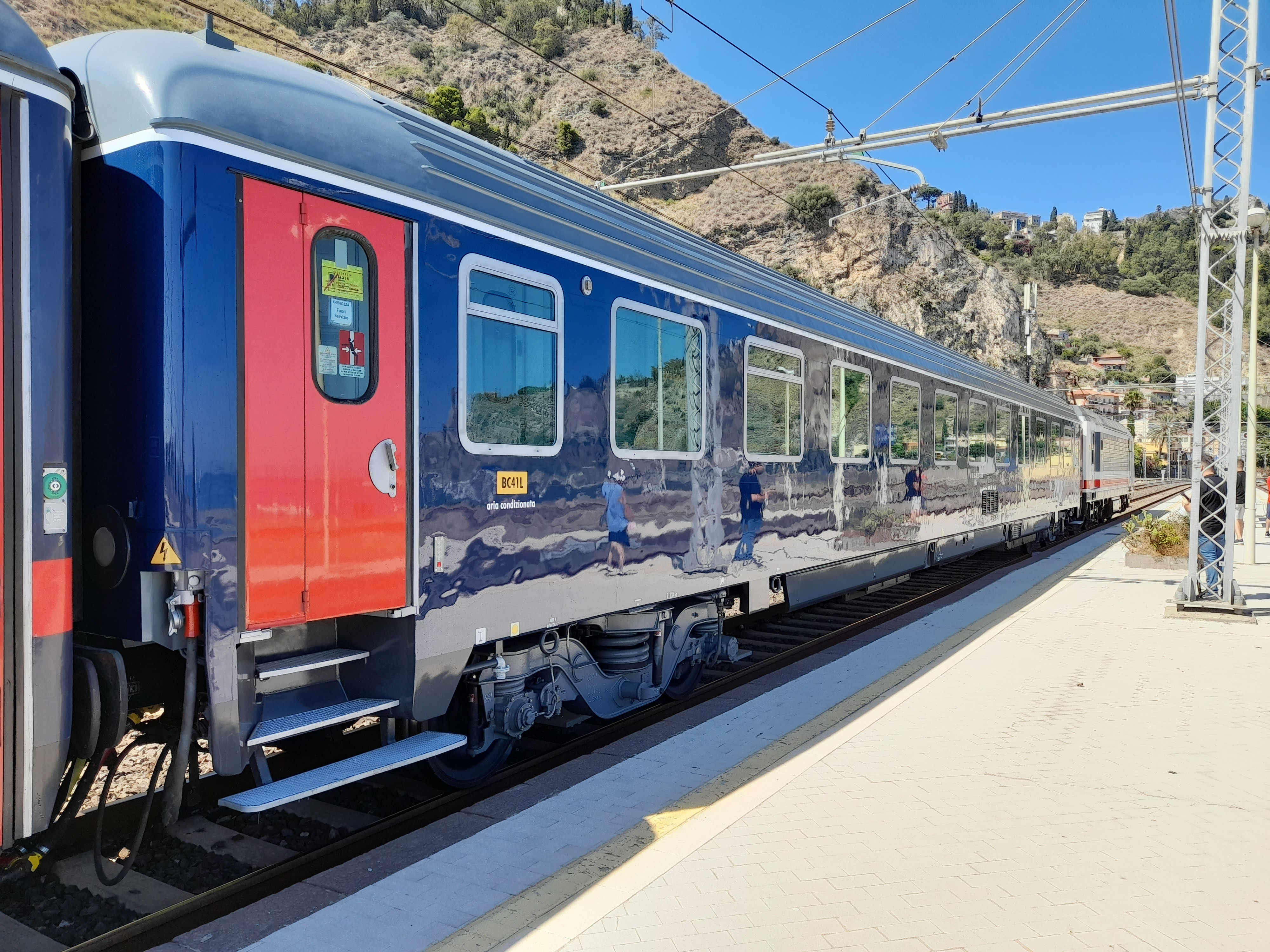
La carrozza UIC-X a cuccette, Bc 61 83 50-70 521-5 I-TI, ex "Thellō", alla stazione di Taormina-Giardini Naxos, 15 luglio 2022.

Al fine di migliorare, nonché rendere più longeve le UIC-X, a partire dalla metà degli anni novanta, le FS (poi Trenitalia) avviarono un processo di revamping per una serie di carrozze destinate ad espletare i treni a lunga percorrenza.
Le carrozze in questione si distinguono principalmente fra due categorie: le "95R", e le "98R".
I numeri stanno ad indicare l'anno in cui la carrozza in questione è stata revampizzata mentre la "R" indica semplicemente il termine "revamping".
In alcune di esse fu effettuata la sostituzione delle porte a battente con quelle ad espulsione, nonché la rimozione degli scalini esterni delle porte stesse, e al loro posto sono stati installati degli scalini reclinabili che si abbassano automaticamente all'apertura delle porte.
Inoltre fu effettuata la ristrutturazione completa degli ambienti interni, l'installazione di nuovi finestrini (di tipo "vasistas"), l'installazione dell'aria condizionata e la riduzione da sei a quattro cuccette per cabina, al fine di aumentare il comfort.
La differenza estetica principale fra le "95R" e le "98R" sono i finestrini dei servizi igienici, i quali, dal lato degli scompartimenti sono assenti nelle "98R".
Ancora oggi le carrozze UIC-X a cuccette sono utilizzate per l'espletamento degli InterCity Notte, assieme alle carrozze di tipo "MU" e alle carrozze di tipo "T3S".
Recentemente è stata aggiudicata da parte di Trenitalia una gara d'appalto a un raggruppamento di imprese composto da Titagarh Firema e Skoda Transportation (il cui valore economico minimo è di 140 milioni di euro, assegnati a Trenitalia dal Ministero delle Infrastrutture e dei Trasporti in base a fondi del PNC-PNRR), per la fornitura di 370 nuove carrozze (con un numero minimo garantito di 70 unità), da impiegare negli InterCity Notte, le quali, gradualmente, sostituiranno le ormai vissute carrozze UIC-X.

### Carrozze "Giubileo"

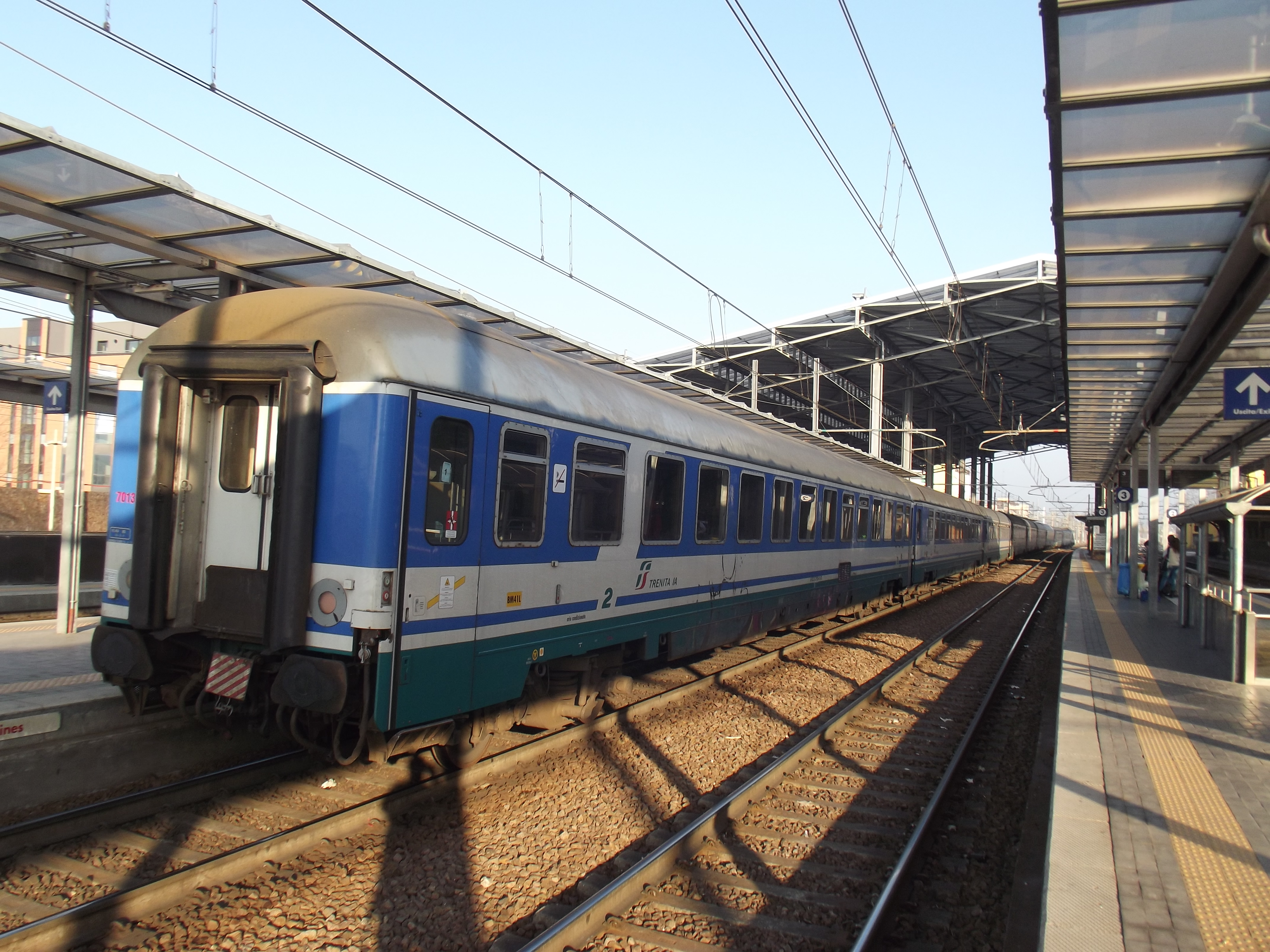
Alcune carrozze UIC-X, revisione "Giubileo", con le porte ad espulsione e in livrea XMPR PAX, atte per gli InterCity notturni e diurni, stazione di Parma, 16 Marzo 2014.

Sempre durante la metà degli anni novanta, in vista del "Giubileo", l'allora Ferrovie dello Stato, allo scopo di fare bella figura con i potenziali turisti che sarebbero venuti in visita, avviò un processo di revamping per buona parte delle carrozze con i soli posti a sedere.
Esse presero il nome dell'evento per cui furono riammodernate, infatti, tutte le carrozze di questo tipo sono conosciute come "le Giubileo".
Esattamente come le carrozze a cuccette ci sono due categorie di revamping per questo tipo di carrozze: le "95R", e le "2000R".
Anche in questo caso, sia i numeri, sia la "R", stanno ad indicare l'anno in cui la carrozza in questione è stata revampizzata.
Lo schema di revamping è analogo a quello delle UIC-X a cuccette, tuttavia, la maggioranza delle "95R" ha mantenuto le vecchie porte a battente con gli scalini fissi.
La livrea originale delle carrozze revisione "Giubileo" era l'XMPR PAX; essa veniva utilizzata indistintamente dal fatto che le carrozze in questione venissero usate per InterCity diurni o notturni. Tuttavia, durante gli ultimi anni in cui le carrozze "Giubileo" hanno espletato servizio, sono state adottate due livree che distinguevano il tipo di InterCity; per gli InterCity diurni veniva usato uno schema di coloritura XMPR uguale a quello per il servizio regionale, con la sola differenza che in questo caso le porte non erano di colore blu bensì bianche.
Anche per gli InterCity notturni veniva usato uno schema di coloritura XMPR molto simile a quello delle UIC-X a cuccette, con la sola differenza che in questo caso non era presente la fascia bianca trasversale con scritto sopra il tipo di servizio offerto, quindi "Cuccette" o "Treno Notte".
Le ultime carrozze UIC-X in revisione "Giubileo" hanno espletato servizio viaggiatori fino al 2016, attualmente tutte le unità di questa serie sono state accantonate e in buona parte demolite, alcune di esse sono rimaste ferme per diverso tempo alla Keller di Villacidro in Sardegna, presso la quale dovevano ricevere un processo di ristrutturazione che non è mai avvenuto, a causa il fallimento della società. Nel 2024 le stesse sono state prelevate dall'impianto e trasferite via nave a Messina, per poi essere inviate a San Giuseppe di Cairo dove sono state demolite.

### Carrozze regionali "1997R-MD"

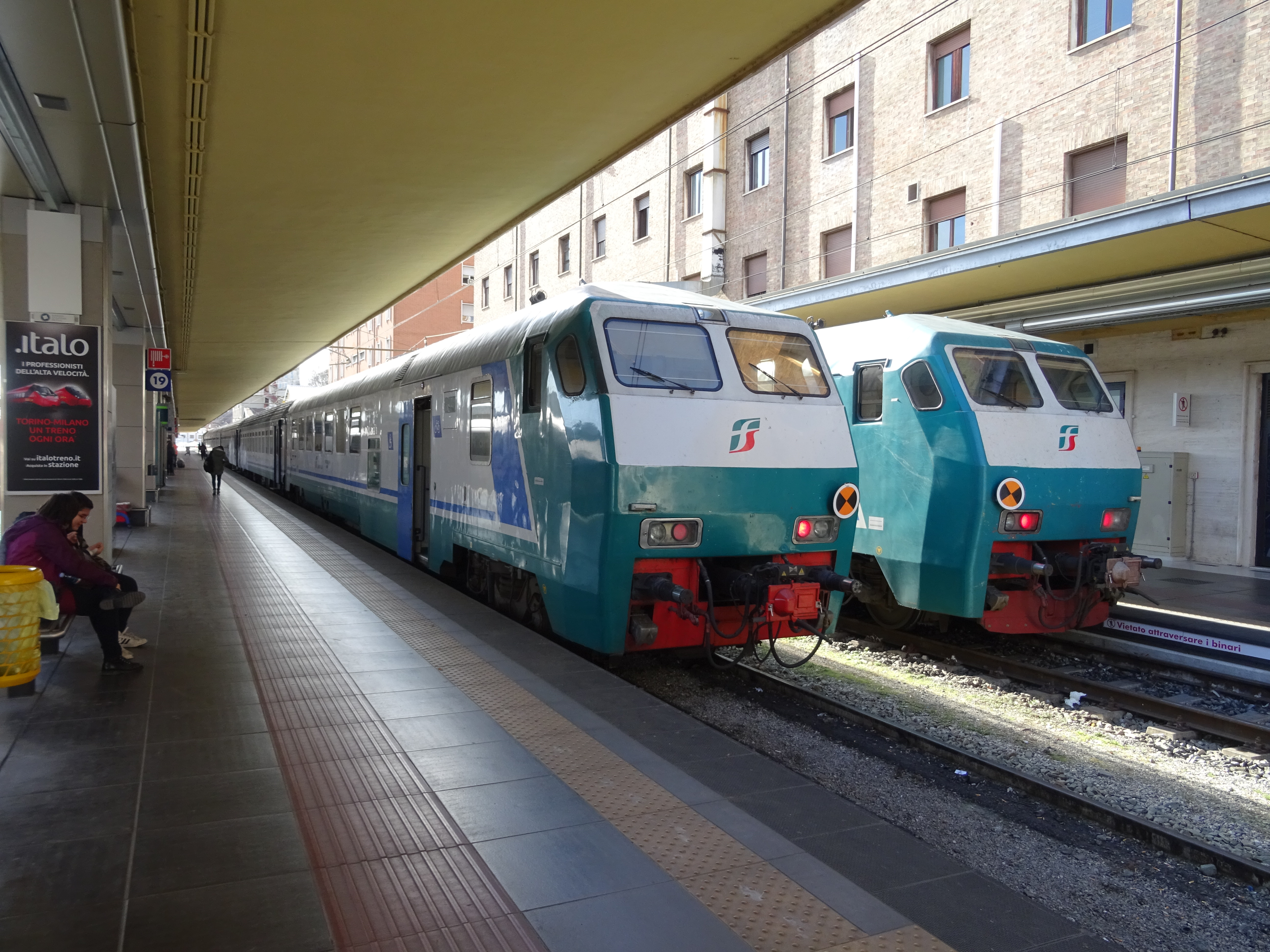
Due carrozze UIC-X, trasformate in carrozze semipilota, alla stazione di Torino Porta Nuova.

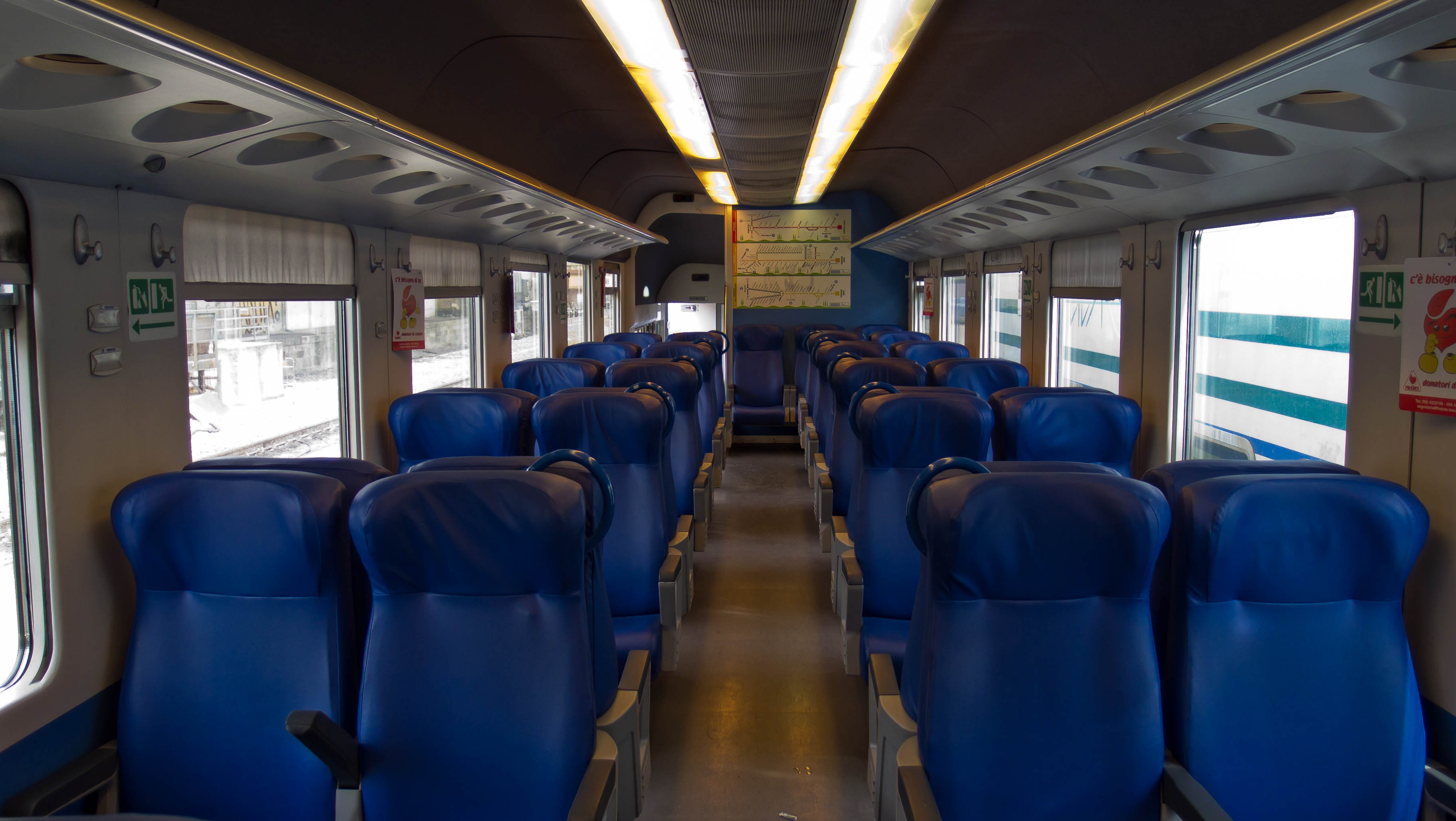
L'interno di una carrozza UIC-X, trasformato a salone per il servizio regionale, 31 Maggio 2011.

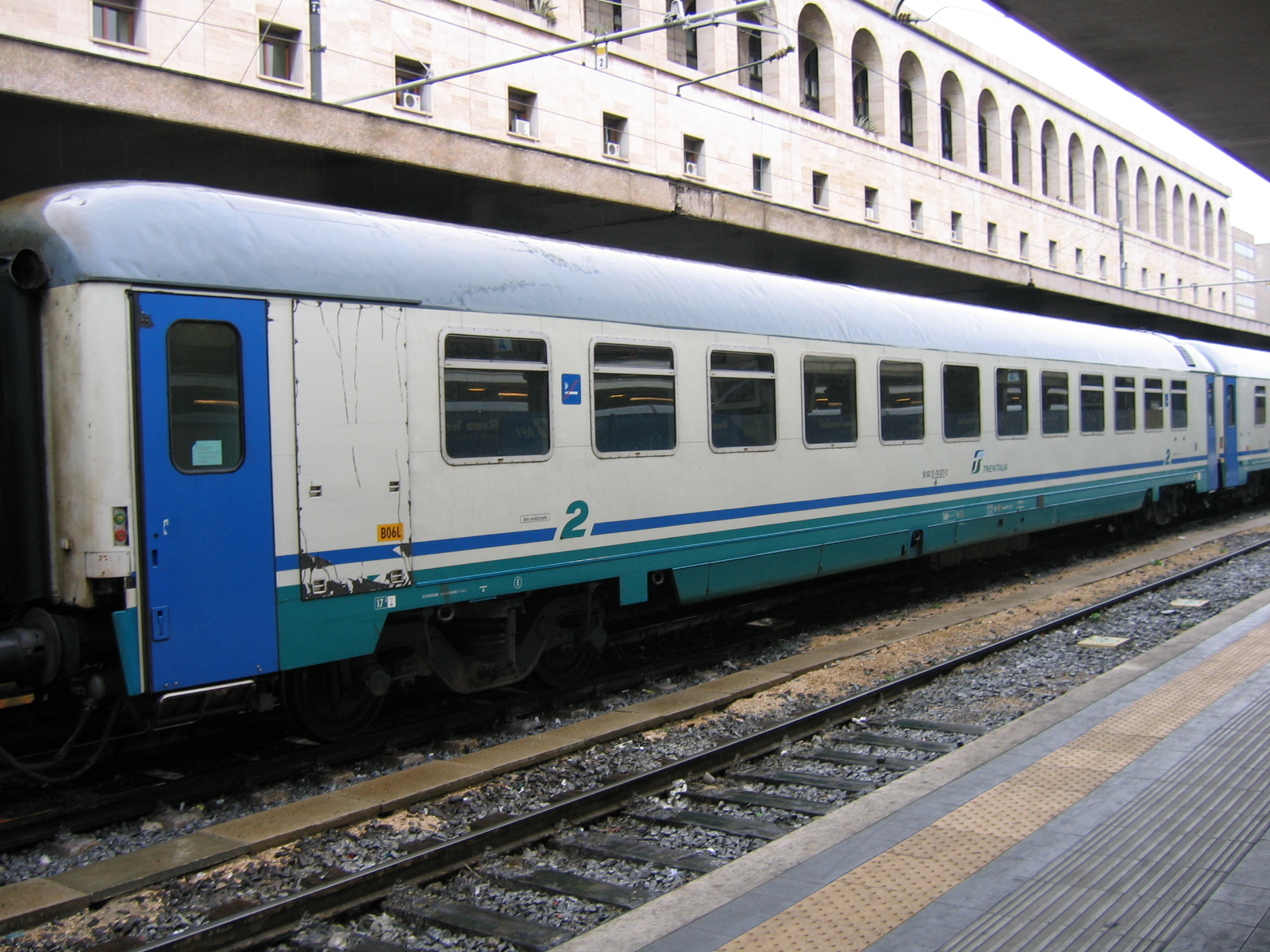
Una carrozza UIC-X per i Treni Regionali, revampizzata, in livrea XMPR, con le porte ad espulsione, in sosta alla stazione di Roma Termini, 2 Giugno 2006.

Anche nell'ambito dei trasporti regionali ci fu un rinnovamento: infatti, alcune carrozze UIC-X furono trasformate in carrozze semipilota, utilizzando analoghe forme delle cabine già viste con la trasformazione delle locomotive E.444 in E.444R e ridisegnando gli scompartimenti (a tale scopo venne ribassata la parte centrale della carrozza, aggiungendo uno scompartimento per i disabili e un servizio igienico. Inoltre, in uno spazio lasciato all'altezza originale, tra la cabina e le porte ribassate, venne adibita una piccola zona per le biciclette). Per le unità intermedie si procedette parimenti al ridisegno degli ambienti interni, migliorandone il grado di insonorizzazione con l'adozione di nuovi rivestimenti. Sia sulle semipilota che sulle intermedie furono sostituite le porte di accesso, i finestrini (ora di tipo "vasistas", a cristallo unico sigillato o con l'estremità superiore apribile "a compasso"), le tendine parasole, installati nuovi sedili, rifatti gli impianti elettrici, di illuminazione, riscaldamento e condizionamento; a tali unità fu attribuita la classificazione di UIC-X "tipo 1997R-MD".
Nella regione Lazio, oltre ad operare in ambito regionale, le UIC-X "tipo 1997R-MD" sono state utilizzate, nei primi anni successivi alla riqualificazione, per comporre i convogli del servizio ferroviario aeroportuale Leonardo Express, attivo fra l'aeroporto di Fiumicino e la stazione di Roma Termini.
Non di rado le semipilota adibite al servizio regionale vengono ancora usate in composizione con carrozze eterogenee segnatamente. Dagli anni duemiladieci le UIC-X sono le carrozze principali per l'espletamento dei servizi InterCity Notte, tuttavia alcune di queste continuano ad essere impiegate, seppur in misura ridotta, al traino dei treni regionali.
Nel 2021 le UIC-X destinate al servizio regionale hanno iniziato ad essere ripellicolate nella nuova livrea DPR di Trenitalia seguendo lo schema di coloritura delle carrozze MDVC ed MDVE; la prima UIC-X a ricevere la livrea DPR è stata la semipilota 50 83 80-87 602-1 I-TI facente parte del compartimento Calabria.
La nuova livrea DPR è stata applicata fino ad ora a un limitato numero di carrozze semipilota in quanto le intermedie sono state nel frattempo accantonate.
Dato l'utilizzo sempre più frequente delle locomotive E.464 in regime di comando multiplo in trazione simmetrica per i convogli composti da vetture MDVC ed MDVE si prevede nel breve periodo anche il ritiro delle UIC-X semipilota.
In Piemonte, nel 2011, le semipilota utilizzate per i regionali veloci Torino-Milano furono ripellicolate, in occasione dei 150 anni dell'Unità d'Italia, in livrea "Torino-Milano".

## Le UIC-X speciali

### Servizio Thellō
Fra il 2011 e il 2021 un cospicuo numero di UIC-X a cuccette revampizzate, in precedenza in uso presso Artesia e che hanno mantenuto il numero originale di sei cuccette per scompartimento, è stato utilizzato dalla società Thellō (oggi chiamata "Trenitalia France"), nell'espletamento dei treni notturni a lunga percorrenza fra la Francia e l'Italia.

### Treno della Dolce Vita
Nel 2025 la società Arsenale Spa ha rilevato alcune carrozze UIC-X dalla divisione passeggeri di Trenitalia per poterle inserire nelle composizioni del Treno della Dolce Vita, in abbinamento alle carrozze UIC-Z1 ristrutturate. Tali vetture, provviste di livrea dedicata, sono state riadattate negli interni per essere messe a disposizione del personale di bordo e si distinguono per i telai dei finestrini in color oro chiaro.

### Treni Turistici Italiani
Dal 2023 un discreto numero di UIC-X dismesse dall'asset passeggeri di Trenitalia e ricondizionate sono confluite nel parco mezzi di "Treni Turistici Italiani", la nuova compagnia del gruppo FS nata per offrire servizi ferroviari dedicati a un turismo di qualità sostenibile, attento a riscoprire le ricchezze del territorio italiano, venendo regolarmente utilizzate assieme ad altre carrozze per effettuare i convogli periodici: Espresso del Cadore, Espresso Riviera, Espresso Versilia.

### Trasporto pellegrini
In passato alcune carrozze UIC-X furono concepite fin dall'origine nella versione "barellate" (si tratta delle 10 UIC-X commissionate nel 1978 e consegnate alle FS nel 1981) per il trasporto dei malati in occasione dei pellegrinaggi mariani. Quando queste carrozze furono immesse in servizio adottavano lo schema di coloritura in bianco ghiaccio con le fasce in tre tonalità di azzurro ed una croce color "rosso segnale", applicata in entrambe le fiancate di una sola delle due estremità. Al loro interno disponevano di 36 barelle. Durante i primi anni di servizio il riscaldamento era erogato da apparecchiature ad aria soffiata di tipo Westinghouse sostituite nel corso degli anni novanta da un più moderno impianto di climatizzazione, mediante l'uso del "REC".
Nel corso del tempo altre UIC-X ricondizionate sono state adattate accanto alle ex "barellate" per il trasporto di persone a ridotta capacità motoria nell'ambito del progetto "Treni Bianchi" dell'Unitalsi, diretti principalmente a Lourdes.
Dagli anni duemila le suddette carrozze sono state ripellicolate secondo lo schema di coloritura in livrea XMPR ma nel 2019, dopo l'avvio delle attività connesse ad un progetto di ristrutturazione delle stesse, Trenitalia ha deciso di dotarle di una livrea specifica, simile a quella degli InterCity Notte, che ha preso il nome di "livrea Charter". I primi esemplari sono stati riqualificati presso le officine IMC di Reggio Calabria, le quali avevano assunto in quel periodo l'incarico di gestire la manutenzione dei convogli dei pellegrini. Dal 2025 le carrozze stanno ricevendo la livrea TTI di "Treni Turistici Italiani" in base al nuovo contratto di servizio stipulato fra la stessa società e l'Unitalsi per i viaggi in treno religiosi.

### Servizio ospedaliero
Nel 2020, in piena emergenza sanitaria "Covid-19", alcune carrozze UIC-X utilizzate per i treni a lunga percorrenza, e dismesse da tale servizio, sono state modificate nonché convertite in "carrozze ospedale", per essere impiegate in attività legate al trasporto di degenti con relativo materiale sanitario. Molte di queste carrozze sono dotate di letti e su tutte sono stati oscurati i finestrini con delle pellicole adesive bianche. Per distinguerle da quelle adibite ai servizi viaggiatori rivestono un'inedita livrea bianca, simile a quella nuova degli InterCity Giorno, ma con l'aggiunta di strisce rosse e verdi sulle fiancate, per simboleggiare i colori della bandiera italiana, con il simbolo internazionale di soccorso su entrambe le fiancate in corrispondenza delle porte (dal 2022 gli elementi grafici in riferimento alla bandiera italiana risultano rimossi).
Queste carrozze, allestite nelle officine Trenitalia di Voghera (grazie al contributo delle Ferrovie dello Stato, della Protezione civile e dell'Azienda regionale emergenza urgenza (Areu)) sono a disposizione per scopi emergenziali ed umanitari, anche terminata la pandemia, poiché esse sono equipaggiate di strumentazioni mediche di pronto soccorso.

### Carrozza misure Italcertifer
Una carrozza UIC-X, reimmatricolata Vos 60 83 99-90 000-0 I-IT, è stata modificata negli interni per essere utilizzata da "Italcertifer Laboratori", società del gruppo FS incaricata dello studio e progettazione della sicurezza delle linee e della geometria dei binari. Dotata di attrezzature tecniche di rilevamento dati sfoggia una livrea specifica ed è contraddistinta da una testata inedita, composta da un intercomunicante affiancato da due cristalli, onde permetterne l'impiego come vettura semipilota, essendo dotata di banco di manovra. Costruita nel 1990 dalla Fervet di Castelfranco Veneto recava in origine la scritta "Sperimentazione Prove Meccaniche" impressa sulle fiancate ad indicare l'attività alla quale fu inizialmente assegnata.

## Le UIC-X preservate

### Fondazione FS Italiane
Negli ultimi anni Fondazione FS Italiane ha rilevato alcune carrozze UIC-X restaurandole ed inserendole nei suoi treni storici, come la carrozza UIC-X serie 1970, di prima e seconda classe, con la marcatura "ABz 50 83 10-78 014-5".

## Le UIC-X cedute all'Albania
In passato, alcune carrozze UIC-X che rivestivano ancora la livrea "rosso fegato", furono cedute alle Ferrovie Albanesi; nel 2015 risultavano essere ancora in servizio presso le suddette ferrovie seppure in condizioni di conservazione e funzionamento precarie.

## Statistiche di esercizio e dati di riepilogo
Nel 2005 risultavano ancora in circolazione sulla rete ferroviaria italiana quasi cinquemila esemplari di carrozze tipo UIC-X in tutte le versioni, compresi letti, cuccette, ristoranti e bagagliai (Fonte "Carrozze FS 2005" di Michele Mingari - ACME Editrice Milano).
 
Più della metà del totale fu costruita con il cosiddetto "Piano Integrativo" del 1981 (legge nº17/1981: Programma integrativo di interventi di riclassamento, potenziamento ed ammodernamento delle linee, dei mezzi, degli impianti e del parco del materiale rotabile di rete Ferrovie dello Stato Italiane) che, al fine di un radicale svecchiamento del parco rotabili delle FS preventivò, oltre alle carrozze tipo UIC-X, anche la realizzazione di un migliaio di carrozze vicinali a Piano Ribassato (Tipo Vicinale 1973), di un migliaio di carrozze del nuovo tipo MD, di alcune centinaia di locomotive tipo E.656 e di 15 elettrotreni di serie ad assetto variabile ETR.450 sulla base del prototipo ETR.401 del 1974 (cosiddetto "Pendolino") e molto altro per un investimento iniziale, compresi gli impianti fissi e l'avvio del progetto "Alta Velocità", di oltre diecimila miliardi di lire, più volte rifinanziato negli anni successivi fino agli anni '90, e per molti capitoli di spesa cofinanziato dall'Unione europea.

## Galleria d'immagini

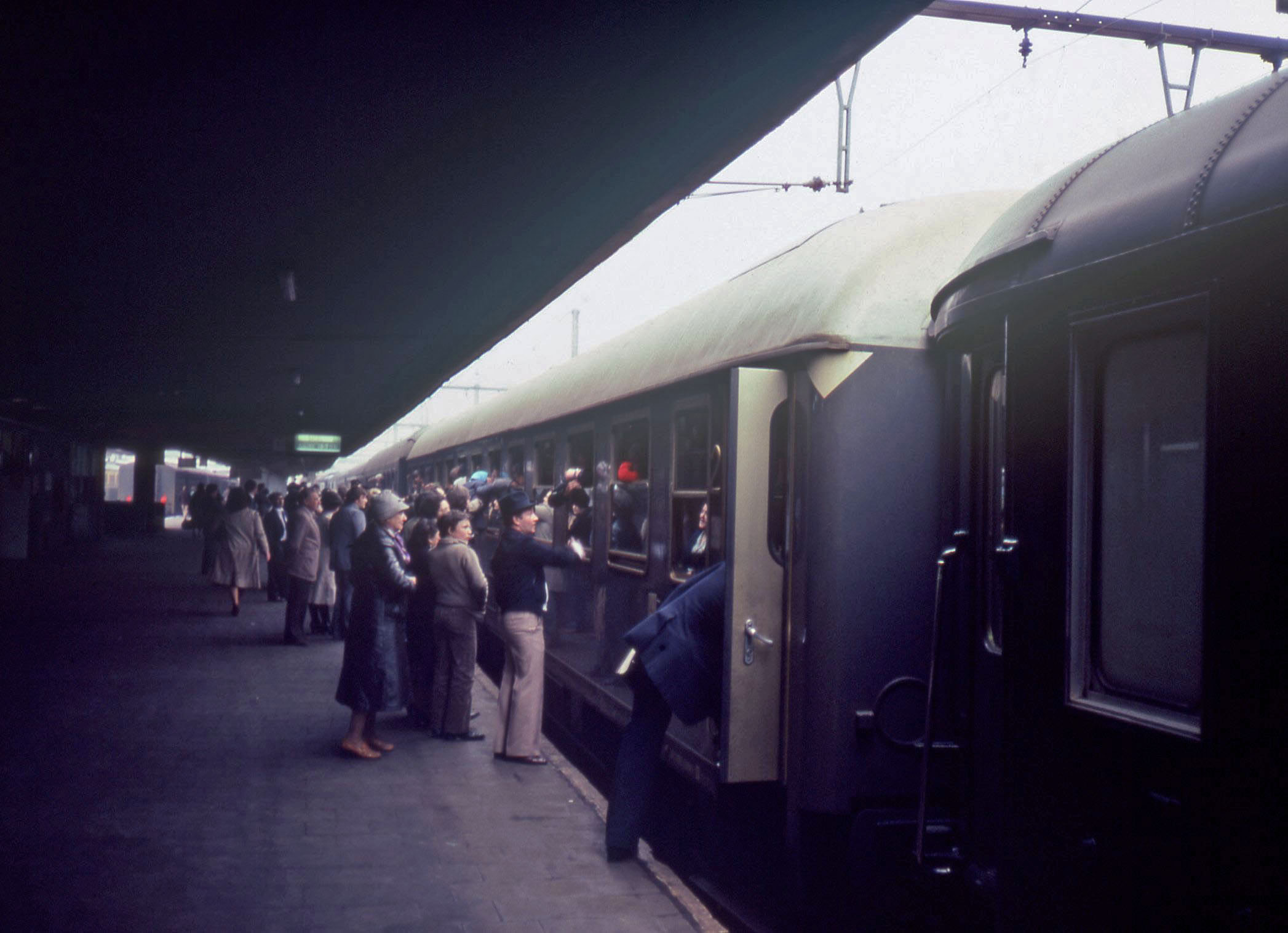
Alcune carrozze UIC-X, in Livrea Grigio Ardesia, e con le porte a battente.
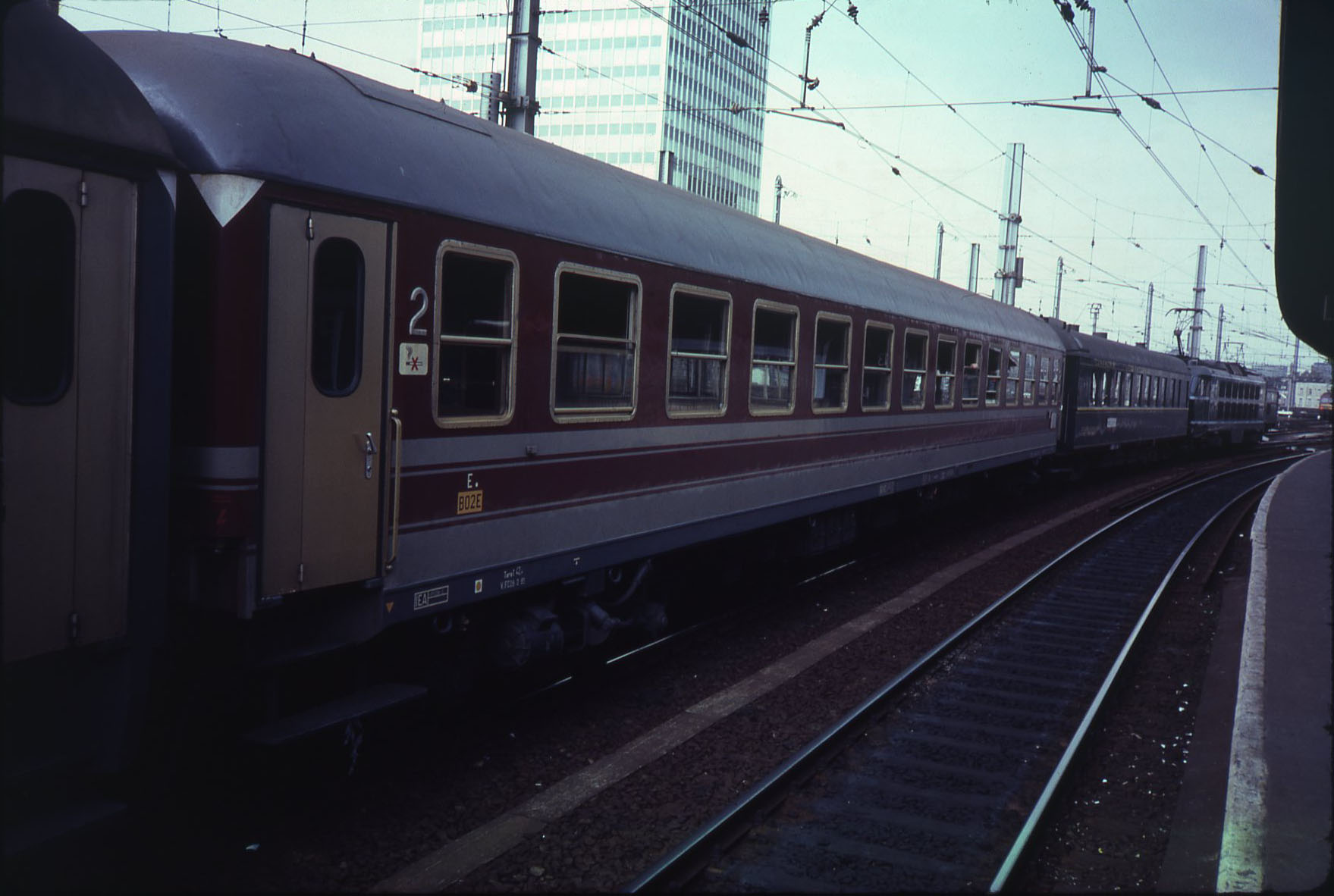
Alcune Carrozza UIC-X, in livrea Grigio-Beige-Rosso Fegato, e con le porte a battente.
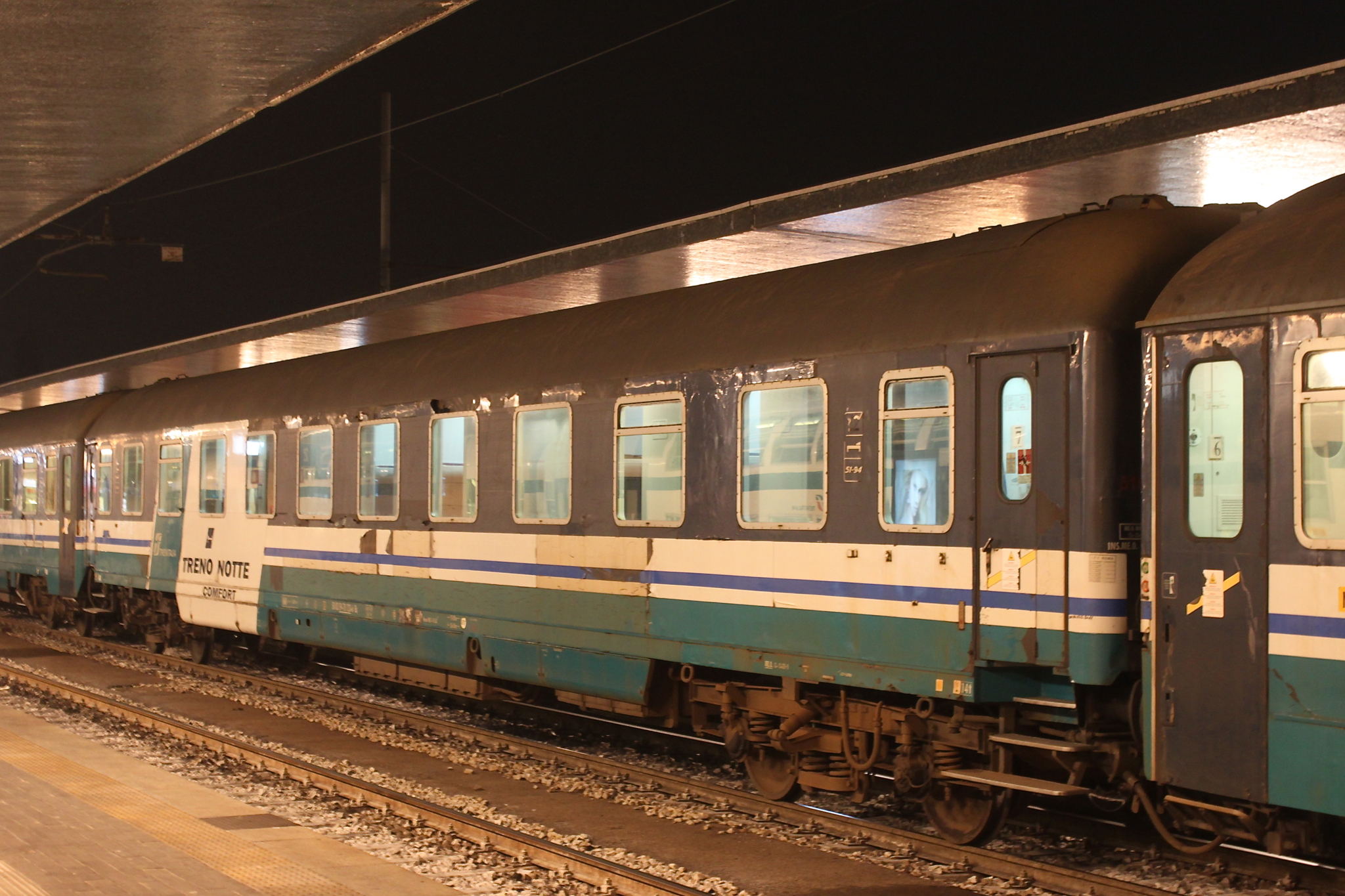
Una carrozza UIC-X a cuccette, per InterCity notte, revampizzata (T4), con le porte a battente e in livrea XMPR.
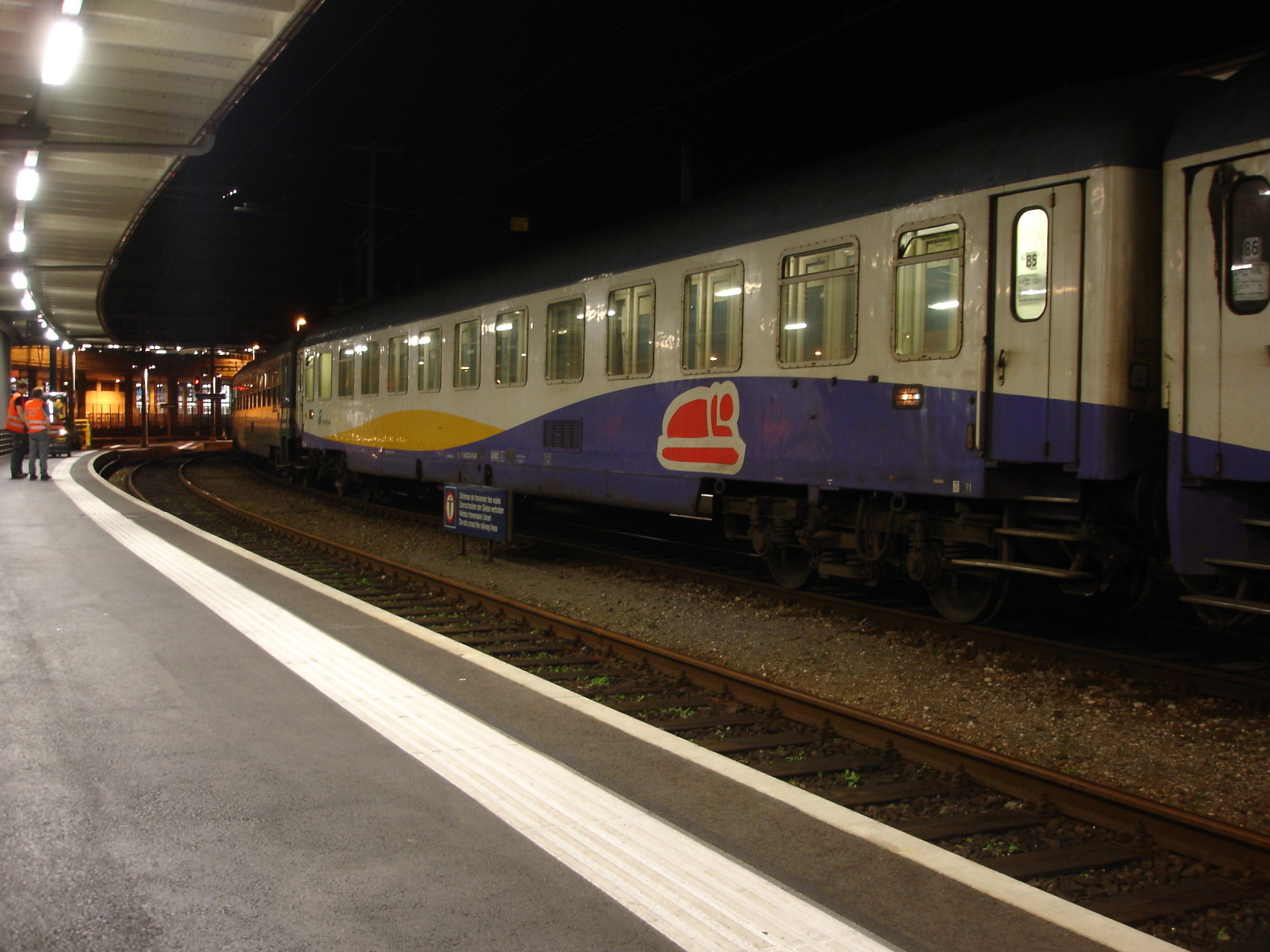
Una Carrozza UIC-X per gli Intercity Notte, in livrea Artesia, revampizzata, ma con le porte a battente.
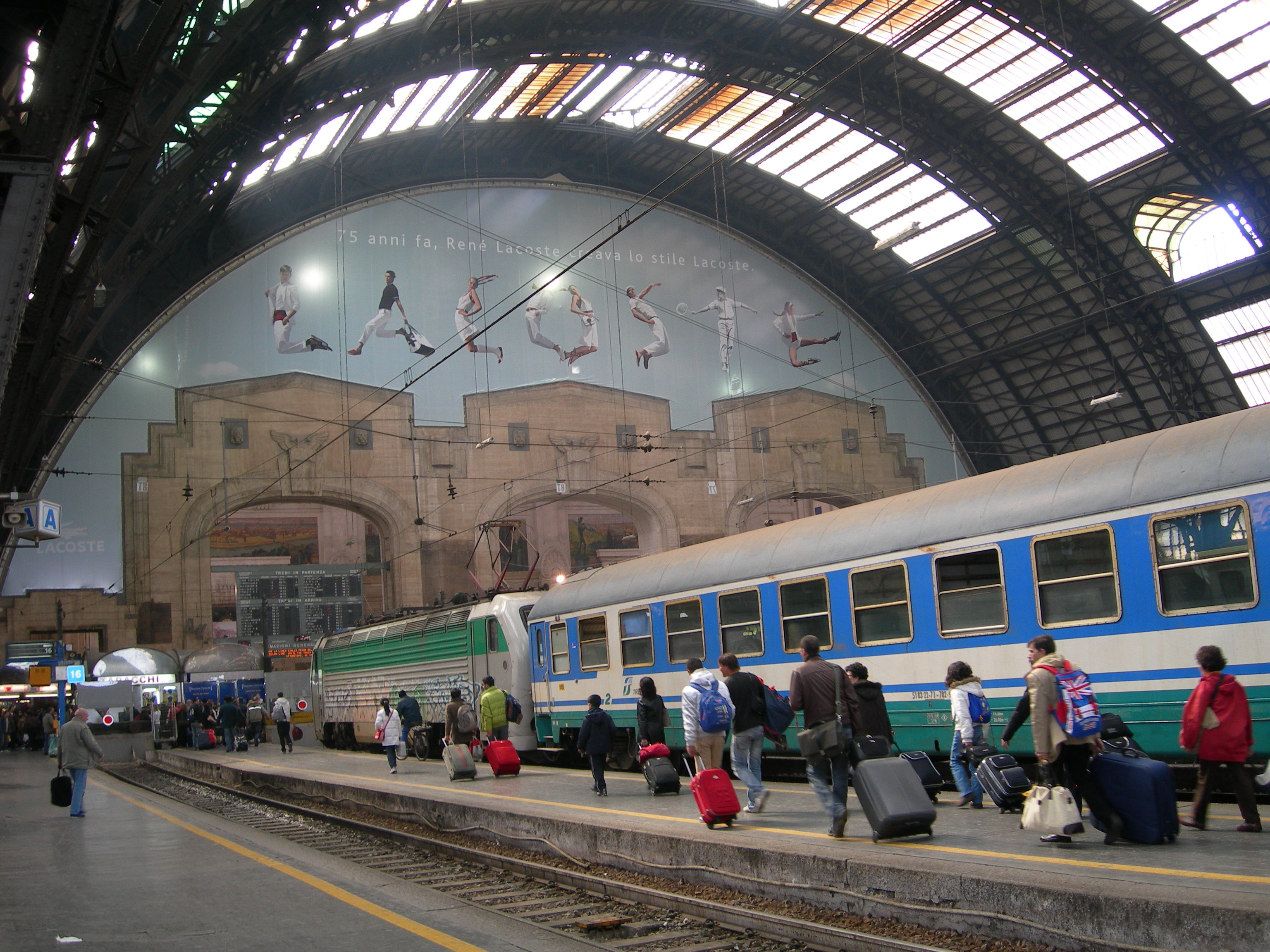
Una carrozza UIC-X "Giubileo", per gli InterCity notturni e diurni, non revampizzata, in livrea XMPR PAX, con i finestrini originali e le porte a battente.
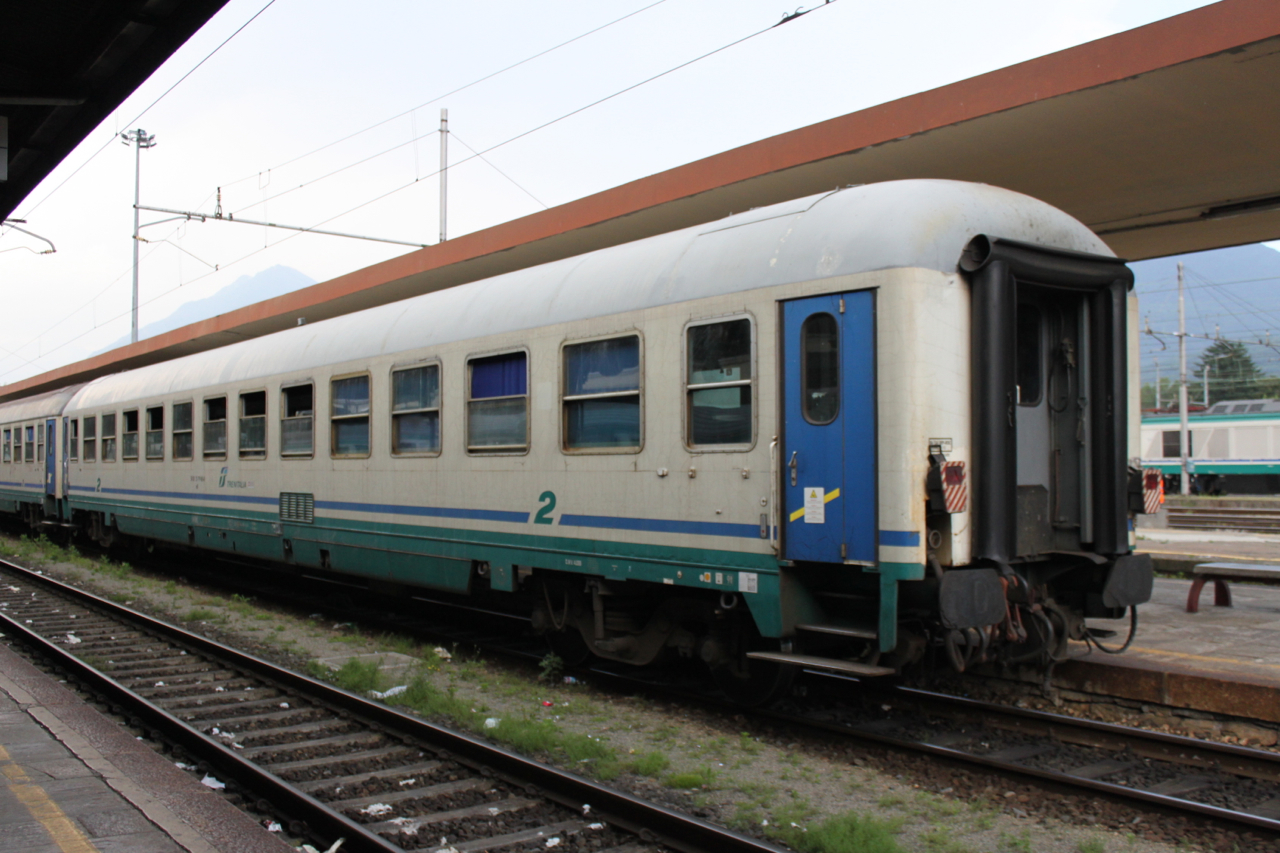
Una carrozza UIC-X per i Treni Regionali, in livrea XMPR, non revampizzata, con i finestrini originali e le porte a battente.
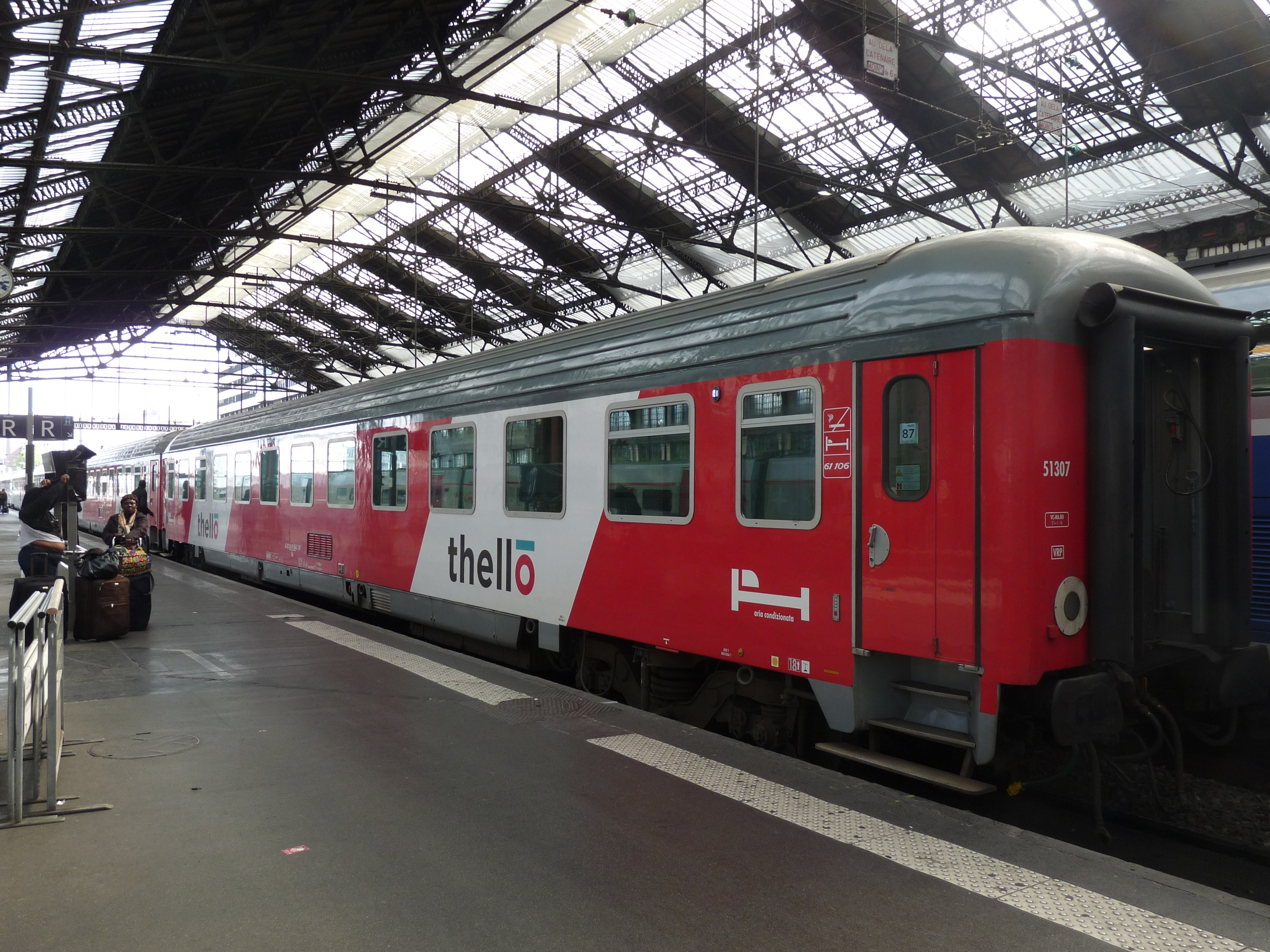
Una carrozza UIC-X in livrea Thellō, in composizione ad un treno notturno, alla stazione di Gare de Lyon, in Francia.
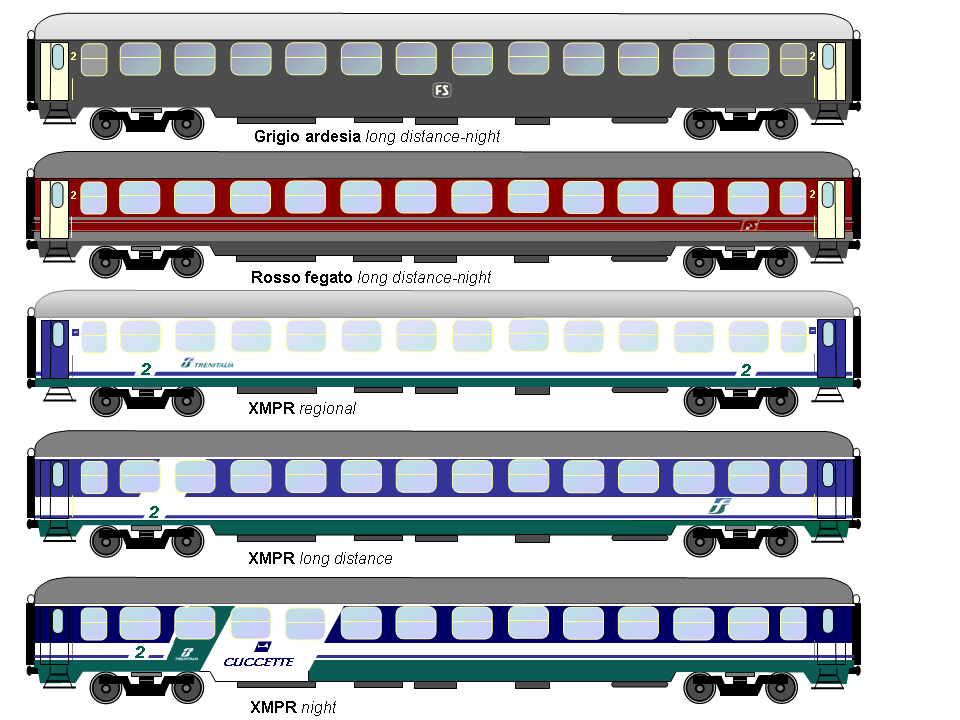
Le livree utilizzate per le carrozze UIC-X (grigio ardesia; grigio-beige-rosso fegato; XMPR (a partire dal 2000); XMPR Giubileo (a partire dal 2000); livrea XMPR "Treno Notte".
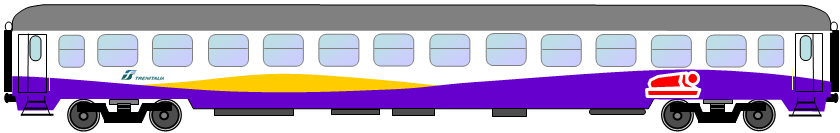
La livrea Artesia in utilizzo fino all' anno 2010, circa.